# Глинё, Луи
Луи Глинё (фр. Louis Glineux) — бельгийский стрелок из лука, бронзовый призёр летних Олимпийских игр 1900.
На Играх 1900 в Париже Глинё соревновался только в классе «А ля пирамид» и занял в этом состязании третье место, выиграв бронзовую медаль.